# Euphylidorea biterminata
Euphylidorea biterminata är en tvåvingeart som först beskrevs av Walker 1856.  Euphylidorea biterminata ingår i släktet Euphylidorea och familjen småharkrankar. Inga underarter finns listade i Catalogue of Life.